# Parortholitha cubitata
Parortholitha cubitata là một loài bướm đêm trong họ Geometridae.